# Karim Abed
Karim Abed (Brignoles, 18 december 1988) is een Frans voetbalscheidsrechter. Hij was in dienst van FIFA en UEFA tussen 2018 en 2023. Ook leidt hij sinds 2016 wedstrijden in de Ligue 1.
Op 13 augustus 2016 leidde Abed zijn eerste wedstrijd in de Franse nationale competitie. Tijdens het duel tussen Dijon FCO en FC Nantes (0–1 voor de bezoekers) trok de leidsman tweemaal de gele kaart. In Europees verband debuteerde hij op 12 juli 2018 tijdens een wedstrijd tussen SC Petrocub en NK Osijek in de eerste voorronde van de UEFA Europa League; het eindigde in 1–1 en Abed trok tweemaal de gele kaart. Zijn eerste interland floot hij op 10 september 2019, toen Tunesië met 1–2 verloor van Ivoorkust. Namens dat land scoorden Roger Assalé en Seko Fofana, waarna namens Tunesië Naïm Sliti een tegendoelpunt maakte. Tijdens deze wedstrijd hield Abed zijn kaarten op zak.

## Interlands
| Datum             | Plaats                       | Wedstrijd           | Uitslag | Competitie             | Kreeg geel | Kreeg voor de tweede keer geel en dus rood | Weggestuurd |
| ----------------- | ---------------------------- | ------------------- | ------- | ---------------------- | ---------- | ------------------------------------------ | ----------- |
| 10 september 2019 | Le Petit-Quevilly, Frankrijk | Tunesië – Ivoorkust | 1 – 2   | Vriendschappelijk      | 0          | 0                                          | 0           |
| 10 oktober 2019   | Istres, Frankrijk            | Kaapverdië – Togo   | 2 – 1   | Vriendschappelijk      | 0          | 0                                          | 0           |
| 14 oktober 2020   | Vilnius, Litouwen            | Litouwen – Albanië  | 0 – 0   | Nations League 2020/21 | 4          | 0                                          | 0           |